# Snerting
Snerting  és una pel·lícula de drama romàntic del 2024 dirigida per Baltasar Kormákur, escrita per Baltasar i Ólafur Jóhann Ólafsson,i protagonitzada per Egill Ólafsson, Kōki, i Palmi Kormakur. La pel·lícula està basada en la novel·la homònima d’Ólafur de 2022. És una coproducció internacional entre Islàndia, els Estats Units i el Regne Unit i estrenada internacionalment com Touch.
Snerting es va estrenar a Islàndia el 29 de maig de 2024. Va ser escollit com a entrada islandesa per la Millor Pel·lícula Internacional als Premis Oscar de 2024.

## Argument
A finals de la dècada de 1960, Kristófer és un jove islandès que estudia a la London School of Economics, però les seves creences d'esquerra el posen en desacord amb l'administració de l'escola. Després de ser burlat pels seus amics de la universitat per dir que abandonaria, Kristófer s'aplica impulsivament a un rentavaixelles a Nippon, un restaurant japonès propietat del xef Takahashi, on coneix i s'enamora de la Miko, la filla de Takahashi.
Kristófer aprèn japonès i treballa dur a Nippon, guanyant-se la confiança de Takahashi i Miko. És testimoni de que Takahashi trenca per la força una relació entre la Miko i el seu xicot. En Takahashi forma en Kristófer com a xef i el deixa venir aviat a practicar. Mentre en Miko visita Kristófer per tastar la seva cuina, s'apropen i inicien una relació, desconeguda per Takahashi. Miko confia a Kristófer que la seva família era originària d'Hiroshima, i la seva mare estava embarassada d'ella en el moment del bombardeig. Davant la discriminació a casa seva com a 'Hibakusha', es van traslladar a Anglaterra.
En tornar d'unes vacances, Kristófer se sorprèn al veure que el restaurant ha estat tancat i els Takahashi han marxat sense dir ni una paraula, llevat d'un darrer xec de sou adreçat a ell.
Cinquanta anys després, Kristófer és ara vidu que viu sol a Islàndia. La seva memòria està fallant, i el seu metge li suggereix que ha de resoldre qualsevol assumpte pendent mentre encara tingui temps i capacitat. Kristófer tanca el seu restaurant i es proposa trobar en Miko just quan el món està a les mans de la pandèmia per COVID-19. En arribar a Londres enmig de les restriccions de la pandèmia, Kristófer descobreix que el restaurant de Takahashi és ara un saló de tatuatges. Aconsegueix localitzar a Hitomi, una antiga empleada de Nippon, que li diu que en Takahashi i en Miko es van traslladar al Japó fa 50 anys, i que en Takahashi ha mort des d'aleshores. Ella dóna a Kristófer l'última adreça coneguda de Miko.
Kristófer visita l'apartament de Miko al Japó. Després d'un moment de vacil·lació, els dos s'abracen, sense haver-se vist des de fa més de mig segle. La Miko revela el motiu de la seva partida sobtada: el seu pare sempre va temer que els seus fills tinguessin defectes de naixement per l'exposició a la radiació, així que li va prohibir que tingués relacions completament. Quan va descobrir que la Miko estava embarassada del fill de Kristófer, la va traslladar de nou al Japó, i més tard la va obligar a donar el nen en adopció. Miko no s'ha casat des d'aleshores, sense cap altre fill.
Aleshores, en Miko li diu a Kristófer que el seu fill, l'Akira, va néixer com un nen sa i feliçment adoptat, i que ara és un xef amb el seu propi restaurant i família. El porta al restaurant de l'Akira, on és una clienta habitual. Kristófer s'emociona en veure el seu fill per primera vegada, tot i que l'Akira encara desconeix els seus pares biològics.
La pel·lícula acaba amb Kristófer i Miko caminant pel carrer de la mà. Quan la pantalla s'esvaeix en negre, ell li canta suaument la cançó islandesa que va cantar fa anys en una festa a Nippon.

## Repartiment
- Kōki com el jove Miko
- Palmi Kormakur com el jove Kristófer
- Masahiro Motoki com a Takahashi-san
- Sigurdur Ingvarsson com a Jonas
- Yoko Narahashi com a Miko
- Masatoshi Nakamura com a Kutaragi-san
- Meg Kubota com a Hitomi
- María Ellingsen com a Inga
- Eiji Mihara com el Dr. Kobayashi
- Theódór Júlíusson
- Starkadur Petursson com a Markús
- Ruth Sheen com la senyora Ellis
- Benedikt Erlingsson com el Dr. Stefansson
- Tatsuya Tagawa com Arai-San
- Charles Nishikawa com a Goto-San
- Eugene Nomura com Akira

## Producció
Snerting va ser produïda per RVK Studios. Baltasar, Agnes Johansen, i Mike Goodridge van ser els productors de la pel·lícula.
En una entrevista del desembre de 2022, Baltasar Kormákur va revelar que tenia previst rodar la pel·lícula a Islàndia i Japó
La fotografia principal va començar el 9 d'octubre de 2022, a Londres.

## Estrena
Snerting es va estrenar a Islàndia el 29 de maig de 2024. La pel·lícula va tenir una estrena limitada a les sales als Estats Units i al Canadà el 12 de juliol de 2024.

## Recepció
Al lloc web de l'agregador de ressenyes Rotten Tomatoes, el 92% de les 63 ressenyes dels crítics són positives, amb una valoració mitjana de 7,6/10. El consens del lloc diu Recorrent el pas del temps amb un toc lleuger, l'emocionant drama del director Baltasar Kormákur és un savi somni sobre la vida mateixa. "Metacritic, que utilitza una mitjana ponderada, va assignar a la pel·lícula una puntuació de 74 sobre 100, basada en 21 crítics, indicant crítiques "generalment favorables".